# Amata contermina
Amata contermina är en fjärilsart som beskrevs av Walker 1864. Amata contermina ingår i släktet Amata och familjen björnspinnare. Inga underarter finns listade i Catalogue of Life.